# دلفین گوژپشت اقیانوس هند
دلفین گوژپشت اقیانوس هند (نام علمی: Sousa plumbea)، عضوی از خانواده دلفینیان است که در مناطق ساحلی از جنوب آفریقا تا غرب هندوچین زیست می‌کند. دلفین گوژپشت هندوآرام (Sousa chinensis) قبلاً در همین گونه قرار داشت، اما یک مطالعه در سال ۲۰۱۴ نشان داد که آنها یک گونه جداگانه هستند.
محدودکننده‌ترین عامل برای استفاده از زیستگاه، عمق آب است، به طوری که بیشتر نمونه‌ها در آب‌های کم‌عمق‌تر از ۲۰ متر باقی می‌مانند. در نتیجه، محدوده دلفین گوژپشت اقیانوس هند تا حد زیادی به ویژگی‌های فیزیوگرافی خاص خطوط ساحلی وابسته است. گزارش شده‌است که این گونه تقریباً در هر نوع زیستگاه ساحلی زندگی می‌کند، اگرچه ترجیح و برجستگی هر نوع زیستگاه به شدت به موقعیت جغرافیایی بستگی دارد. دلفین‌های گوژپشت اقیانوس هند نرخ بسیار بالایی از مرگ و میر بچه‌ها و نوجوانان را به دلیل اختلالات انسانی مانند آلودگی محیطی، نابودی زیستگاه و آلودگی صوتی تجربه می‌کنند.
دلفین‌های گوژپشت اقیانوس هند دلفین‌های اجتماعی هستند که در گروه‌هایی با میانگین دوازده نفر زندگی می‌کنند، اگرچه اندازه گروه می‌تواند بسیار متغیر باشد. بیشتر رژیم غذایی آن‌ها را ماهیان شوریده‌ماهیان، سرپایان و سخت‌پوستان تشکیل می‌دهد.
این گونه در حال حاضر به عنوان در خطر انقراض طبقه‌بندی می‌شود.

## پراکندگی و زیستگاه
دامنه پراکنش Sousa plumbea از جنوب آفریقا تا غرب هندوچین شامل مناطق ساحلی در امتداد شرق آفریقا، خاورمیانه و هند است. جمعیت‌های بسیار مهم در جنوب شرق آسیا، به ویژه در امتداد سواحل جنوبی چین تعیین شده‌است. با این حال، پژوهش‌های اخیر به‌طور مشابه جمعیت‌های حیاتی را در امتداد سواحل شبه جزیره عربستان، به ویژه از جمله پادشاهی عمان و امارات متحده عربی تعیین کرده‌است.

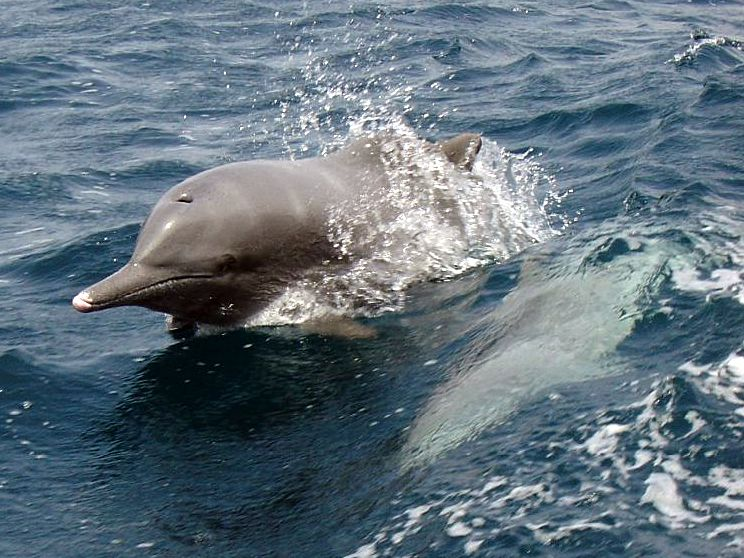
S. plumbea در نزدیکی خصب در مسندم، عمان